# Вальтер, Ярослав
Ярослав Вальтер (словац. Jaroslav Walter; 6 января 1939, д. Собедраж, Писек, Чехословакия — 20 июня 2014, Братислава, Словакия) — чехословацкий хоккеист и тренер, бронзовый призёр Олимпийских игр в Инсбруке.

## Спортивная карьера
Начал заниматься хоккеем в Литвинове. Во время службы в армии нападающий с отличной техникой играл за «Дуклу» (Йиглава), а в 1960 году вновь вернулся в Литвинов. Через четыре года отправился в Братиславу, где до 1968 года выступал за «Слован». В составе сборной он провел 28 матчей: бронзовый призёр чемпионата мира (1963) и зимних Олимпийских игр в Инсбруке (1964). Последние три сезона своей карьеры провел в Австрии, выступая за «Инсбрукер EV» и «EC Грац». Закончил играть в 1972 году.
В том же году начал тренерскую карьеру в «Словане» как помощник главного тренера. Далее как тренер он работал в «Дукле» (Тренчин), в немецком «ЕК Деллингхофен». В «Слован» вернулся в 1982 году на пост главного тренера, но вскоре вновь возглавил тренчинскую «Дуклу». В сезоне 1987/88 привел её к серебру Словацкой лиги, а в сезоне 1996/97 к званию чемпиона Словакии. В 1990 году помог «Словану» вернуться в элиту чехословацкого хоккея.
К достижениям тренера Вальтера можно отнести и бронзовые награды сборной Чехословакии чемпионата мира 1992 и зимних Олимпийских игр в Альбервилле (1992), где он был ассистентом Ивана Глинки.
В 2005 году был введен в Зал славы словацкого хоккея.